# Snake Eyes: G.I. Joe Origins
Snake Eyes: G.I. Joe Origins (ook bekend als Snake Eyes) is een Amerikaanse actiefilm uit 2021, geregisseerd door Robert Schwentke. De film is gebaseerd op Hasbro's G.I. Joe mediafranchise en dient als een oorsprongsverhaal voor het titelpersonage, naast een reboot van de G.I. Joe filmreeks. De titelrol wordt vertolkt door Henry Golding en Andrew Koji, Úrsula Corberó, Samara Weaving en Iko Uwais in ondersteunende rollen.

## Verhaal
In een bos bij Washington D.C. verblijven een vader en zoon in een hut. Tijdens de nacht worden ze gevonden door mysterieuze mannen: de vader beveelt zijn zoon te ontsnappen en eenmaal verborgen, is hij getuige van de executie van de laatste door toedoen van de leider van de aanvallers Augustinus, die de man doodt nadat hij zijn leven op het spel had gezet. Twintig jaar later heeft de zoon de naam van zijn vader geërfd en leeft hij van clandestiene gevechten in de hoop de moordenaar te vinden, totdat hij wordt gerekruteerd door de Yakuza Kenta die informatie heeft over Augustine. Een paar weken later werkt Snake in Los Angeles in de wapenhandel van Yakuza, maar wanneer hij wordt bevolen om Tommy Arashikage, Kenta's neef te vermoorden, besluit hij hem te redden. Eenmaal in veiligheid neemt Tommy hem mee naar Tokio om hem te zien als een man van eer om te trainen als een ninja in de Arashikage-clan, nadat hij heeft uitgelegd dat Kenta's doel is om hem te vernietigen sinds ze hem heeft verraden. Tommy's grootmoeder de huidige clanleider is het daar echter niet mee eens. Bovendien ontdekt Snake dat hij drie beproevingen zal ondergaan. Snake speelt eigenlijk een dubbelspel: Kenta, die in Japan is aangekomen, geeft hem Augustinus' dobbelstenen en zegt hem de Zonnesteen, de schat van de Arashikage, te stelen. Snake neemt het op tegen Hard Master en doorstaat de eerste test met nederigheid. Dezelfde avond proberen Tommy, Akiko de beveiligingsmanager van de villa en Snake Kenta op te sporen, die erin slaagt te ontsnappen en vinden in haar schuilplaats verschillende wapens met het symbool van een rode cobra. Terug in de villa ontdekt Snake dat de Cobra's een krachtige terroristische cel zijn die erop uit is om chaos en conflicten in de wereld te veroorzaken.
Akiko neemt contact op met Scarlett, een kennis van haar en een lid van de G.I Joe, een speciaal militair commando dat terrorisme op mondiaal niveau bestrijdt en aartsvijand van de Cobra's Snake keert terug naar de stad, gevolgd door Akiko, die erin slaagt te zaaien en ontmoet Kenta en de barones, een van de belangrijkste Cobra-agenten, omdat hij niet betrokken wil zijn bij een terroristische aanslag nadat hij heeft ontdekt dat de Zonnesteen een wapen is, maar ze tonen de foto van Augustinus als hun gevangene. Snake wordt geconfronteerd met de test van Blind Master, namelijk het onder ogen zien van iemands verleden. De jongen ziet in een soort hallucinatie de vader aan wie hij zijn excuses aanbiedt, maar de man vertelt hem dat hij zichzelf niets te vergeven heeft aangezien hij gered werd zoals hij wilde. Snake lijkt het verlangen naar wraak te hebben verloren, maar ontdekt dat de dobbelstenen geladen zijn: in feite komt altijd dezelfde score uit die noodlottige nacht. Snake staat voor de ultieme test in een ondergrondse grot: hij drukt op het midden van een stenen cirkel en wordt aangevallen door drie gigantische boa's die degenen die niet zuiver van hart zijn verslinden. Snake staat op het punt het ergste te krijgen, maar wordt gered door Akiko. Snake bekent dat hij niet zuiver is omdat hij wraak zoekt en wordt verbannen, maar voordat hij vertrekt sluit hij een bloedverbond met Tommy, waarbij beiden zichzelf verwonden met de katana die hem door zijn vriend is gegeven. Snake heeft eigenlijk om de steen te stelen, het bloed van zijn vriend nodig om de kluis te openen nadat hij deze heeft gevonden (die hij tijdens zijn verblijf aan hem heeft geopenbaard), maar wordt ontdekt door Akiko, maar weet te ontsnappen.
Kenta en de Cobra's vallen het landhuis aan en nemen het hoofd van het gezin gevangen, ondanks dat Scarlett hen te hulp schiet. Kenta verraadt vervolgens de barones om de steen voor zichzelf te houden maar de vrouwen slagen erin om haar ontvoerders te verslaan, een wapenstilstand te sluiten en zich te herenigen met Snake, Tommy, Akiko en de twee meesters. De groep met een truc haalt de steen terug, maar Tommy gebruikt hem nutteloos tegen zijn neef. Snake slaagt erin Kenta te onderscheppen en met een truc ketent hij hem aan hem en sleept hem naar de grot van de boa's, waar Kenta er een doodt, om door de tweede te worden verslonden. Snake, die zijn verlangen naar wraak heeft geannuleerd, wordt gespaard. Na het breken van de clancode, terwijl hij de steen gebruikte, wordt Tommy geëxcommuniceerd door zijn grootmoeder als zijn opvolger, hoewel ze hem vertelt dat ze altijd zijn familie zullen zijn, maar de jongen gaat boos weg en vertelt Snake dat hij de volgende keer zijn familie zal nemen. leven, hem voor alles verantwoordelijk houden. Scarlett onthult aan Snake dat haar vader een Joe was die de Cobra's had geïnfiltreerd, maar die erin was geslaagd verschillende mensen te redden voordat hij werd ontdekt, en spoort hem aan zich bij hen aan te sluiten. De man gaat akkoord, maar eerst wil hij Tommy vinden en nadat hij het harnas en de helm heeft gedragen die hem door de Arashikage zijn gegeven, gaat hij op zoek naar hem. In de laatste scène wordt Tommy vergezeld door de barones (die tijdens het gevecht ontsnapte) op zijn privéjet. De vrouw belooft hem een leger als hij voor de Cobra's werkt en de laatste zegt dat zijn naam nu Storm Shadow is.

## Rolverdeling
| Acteur         | Personage                                |
| -------------- | ---------------------------------------- |
| Henry Golding  | Snake Eyes                               |
| Andrew Koji    | Thomas "Tommy" Arashikage / Storm Shadow |
| Úrsula Corberó | Baroness                                 |
| Samara Weaving | Scarlett                                 |
| Iko Uwais      | Hard Master                              |
| Haruka Abe     | Akiko                                    |
| Takehiro Hira  | Kenta                                    |
| Peter Mensah   | Blind Master                             |
| Eri Ishida     | Sen                                      |
| Samuel Finzi   | Mr. Augustine                            |

## Productie
In mei 2018 werd aangekondigd dat de volgende aflevering van de G.I. Joe zou een prequel zijn, die de oorsprong van het personage Snake Eyes vertelt. In december 2018 verklaarde producer Lorenzo di Bonaventura dat Ray Park, die het personage in eerdere films had gespeeld, zijn rol voor deze film niet zou hernemen. Robert Schwentke was diezelfde maand tot bestuurder gekozen.
In augustus 2019 werd Henry Golding gecast in de hoofdrol, met Andrew Koji als Storm Shadow. In september 2019 begon Iko Uwais onderhandelingen om mee te doen aan de film als Hard Master, en Úrsula Corberó werd gecast als Barones. Uwais werd bevestigd in oktober 2019, met Samara Weaving, Haruka Abe en Takehiro Hira in de cast. In Goldings Instagram-post werd Peter Mensah getoond. Mensah met de cast die aangeeft dat hij deel uitmaakt van de casting.
De opnames begonnen op 15 oktober 2019 in Vancouver en zouden naar verwachting doorgaan tot en met 9 december 2019. De opnames werden op 10 januari 2020 naar Japan verplaatst. De opnames werden afgerond op 26 februari 2020.

## Release
Snake Eyes: G.I. Joe Origins werd in de Verenigde Staten uitgebracht op 23 juli 2021 in Dolby Cinema en IMAX. De film was oorspronkelijk gepland voor een release op 27 maart 2020 voordat het werd uitgesteld tot 16 oktober en vervolgens een week later tot 23 oktober 2020. De film werd vervolgens op 27 juli 2020 van het releaseschema verwijderd vanwege landelijke theatersluitingen in de Verenigde Staten in de nasleep van de COVID-19-pandemie. Paramount verplaatste de film later naar 22 oktober 2021, voordat deze werd verplaatst naar 23 juli 2021.
De film zou 45 dagen na de release in de bioscoop beschikbaar zijn op streamingdienst Paramount+.

## Ontvangst
Op Rotten Tomatoes heeft Snake Eyes: G.I. Joe Origins een waarde van 42% en een gemiddelde score van 5,1/10, gebaseerd op 97 recensies. Op Metacritic heeft de film een gemiddelde score van 43/100, gebaseerd op 30 recensies.